# Incidente del Douglas DC-9 di Dominicana de Aviación del 1970
Il disastro aereo del DC-9 di Dominicana de Aviación era un volo passeggeri internazionale (il numero di volo è sconosciuto) che si schiantò il 15 febbraio 1970. Il Douglas DC-9-32 precipitò poco dopo il decollo da Santo Domingo, Repubblica Dominicana, mentre era in rotta verso San Juan, Porto Rico. L'incidente provocò la morte di tutti i 102 passeggeri e membri dell'equipaggio a bordo. Rimane, al 2024, il secondo peggior incidente aereo della Repubblica Dominicana, dietro il volo Birgenair 301.

## L'aereo
Il velivolo coinvolto era un Douglas DC-9-32, marche HI-177, numero di serie 47500, numero di linea 47500. Volò per la prima volta il 30 settembre 1969 e venne consegnato a Dominicana de Aviación il 16 dicembre dello stesso anno. Era alimentato da 2 motori turboventola Pratt & Whitney JT8D-7. Al momento dell'incidente, l'aereo aveva solo quattro mesi e aveva accumulato 354 ore di volo.

## L'incidente
Il volo prevedeva la partenza dall'aeroporto internazionale Las Américas, vicino a Santo Domingo, con destinazione presso l'aeroporto internazionale Luis Muñoz Marín di San Juan. Il decollo avvenne intorno alle 18:30 ora locale. Due minuti dopo la partenza uno dei due motori perse potenza. L'equipaggio dichiarò l'emergenza, informando i controllori del traffico aereo che il motore destro si era spento, e chiese di poter tornare immediatamente all'aeroporto. Mentre configuravano il velivolo per fare ritorno a Santo Domingo, anche il motore sinistro si spense. L'aereo, rimasto senza potenza, inizio a perdere quota fino a quando non impattò in mare circa due miglia a sud dell'aeroporto. Nessuno tra i 97 passeggeri e i 5 membri dell'equipaggio a bordo  sopravvisse allo schianto.

## Le indagini
Venne ipotizzato inizialmente che l'incidente fosse da attribuirsi ad un attacco terroristico, data la presenza a bordo della famiglia di Antonio Imbert Barrera, 44º presidente della Repubblica Dominicana. Tuttavia, l'inchiesta concluse che la causa dell'incidente fu lo spegnimento di entrambi i motori causato dalla contaminazione del carburante per la presenza di acqua in quantità eccessiva.

## Conseguenze
Questo non fu il primo incidente con vittime di Dominicana. Otto mesi prima, il 23 giugno 1969, a Miami, in Florida, il volo Dominicana de Aviación precipitò dopo il decollo a causa di un guasto al motore. I piloti persero il controllo e si schiantarono contro alcuni edifici, provocando la morte di tutte e quattro le persone a bordo e di sei persone a terra.
Immediatamente dopo l'incidente, Dominicana sospese tutte le operazioni. Secondo quanto riferito, quattro dei meccanici della compagnia aerea furono arrestati. Inoltre, la Federal Aviation Administration (FAA) vietò agli aerei della compagnia di operare negli Stati Uniti. Il divieto venne revocato l'anno successivo, quando Dominicana noleggiò un DC-9 sostitutivo pilotato dagli equipaggi della spagnola Iberia.
Dominicana riprese infine tutti i voli, compresi verso gli Stati Uniti. La compagnia volò fino al 1995, quando sospese i servizi a tempo indeterminato, cessando ufficialmente tutte le operazioni nel 1999.